# Relaciones Albania-Macedonia del Norte
Albania y Macedonia del Norte mantienen relaciones diplomáticas. Ambos países son miembros de pleno derecho del Consejo de Europa y de la OTAN. Ambos iniciaron las negociaciones de adhesión a la Unión Europea en marzo de 2020. El idioma albanés es un idioma oficial en Albania, aunque también es un idioma oficial en Macedonia del Norte a nivel municipal, si la población étnica albanesa supera el 20%,y los albaneses étnicos constituyen la segunda comunidad más grande dentro de Macedonia del Norte.

## Historia
Los albaneses de Macedonia del Norte son de interés para Albania. En la década de 1990, las cuestiones relacionadas con la comunidad albanesa alimentaron los temores en Albania de una desestabilización del nuevo Estado macedonio y una posible intervención serbia. Albania, a través de su presidente Sali Berisha, se convirtió en uno de los primeros estados en reconocer a Macedonia en abril de 1993. El país fue reconocido por Albania bajo la referencia provisional de las Naciones Unidas (ONU) de "ex República Yugoslava de Macedonia", abreviada como FYROM.
Berisha consideraba que la existencia de una Macedonia independiente era importante para los intereses albaneses de mantener separadas a Grecia y Serbia (entonces parte de la República Federativa de Yugoslavia) y de prevenir cualquier posible cerco de Albania. En aquel momento, la estrecha relación entre Grecia y Serbia fue una motivación para que Berisha buscara estrechas relaciones bilaterales con Macedonia, además de asuntos políticos y económicos. La iniciativa de reconocimiento de Berisha provocó críticas dentro de Albania por parte de la oposición política por no obtener concesiones sobre el estatus de la minoría albanesa en Macedonia.Para Berisha, su posición era que "una Macedonia independiente es mejor que una Macedonia bajo Miloševič ".Grecia respondió con firmeza al reconocimiento de Albania y se mostró disgustada por la medida.
Albania disuadió los sentimientos separatistas entre los albaneses de Macedonia con el objetivo de estabilizar aún más el país. Berisha intentó, mediante una influencia limitada, alentar a la minoría albanesa a comprometerse con el sistema político macedonio y a concentrar sus esfuerzos en estabilizar el país. Durante los primeros años de la disputa por el nombre de Macedonia, el país estuvo bajo embargo económico por parte de Grecia.Grecia sugirió el nombre "Eslavomacedonia" como solución y Berisha, junto con otros albaneses de la región, se opusieron firmemente a que Macedonia adoptara ese nombre.Albania prestó su apoyo a Macedonia ofreciendo su infraestructura de transporte y portuaria para su uso.A diferencia de Berisha, las posturas del partido de oposición política, el Partido Socialista y Alianza Democrática se asemejaban mucho a la posición griega sobre la disputa por el nombre de Macedonia. Ambos criticaron la plataforma política del gobierno albanés hacia Macedonia, calificándola de "tolerante y a menudo irresponsable".Los problemas relacionados con la posición y el trato dado a la comunidad albanesa en el Estado macedonio siguieron obstaculizando la capacidad de los dirigentes de ambos países para crear buenas relaciones.
A mediados de junio de 1993 se produjo un incidente fronterizo. La parte macedonia organizó una reunión que más tarde terminó con la muerte de un alto oficial de inteligencia de la guardia fronteriza albanesa después de que los guardias fronterizos macedonios le dispararan. El agregado militar del oficial logró regresar a Tirana e informó del incidente que, según fuentes militares occidentales, el evento casi desencadenó una guerra entre ambos países.  Se produjeron otros incidentes fronterizos y la Unión Europea (UE) envió observadores a Albania y los ubicó en su lado de la frontera.Otros acontecimientos, como la presunta implicación de las élites albanesas en Macedonia en un escándalo paramilitar y de armas y el apoyo a un grupo radical dentro del Partido para la Prosperidad Democrática (PDP), dieron lugar a tensiones bilaterales.  Macedonia criticó a Albania por su cambiante posición y la acusó de interferir en sus asuntos internos. Estados Unidos intervino y presionó a Albania para que reparara los lazos con Macedonia. Posteriormente, Berisha frenó el ala radical del PDP y emprendió acciones para resolver los desacuerdos y aumentar los lazos con su vecino.

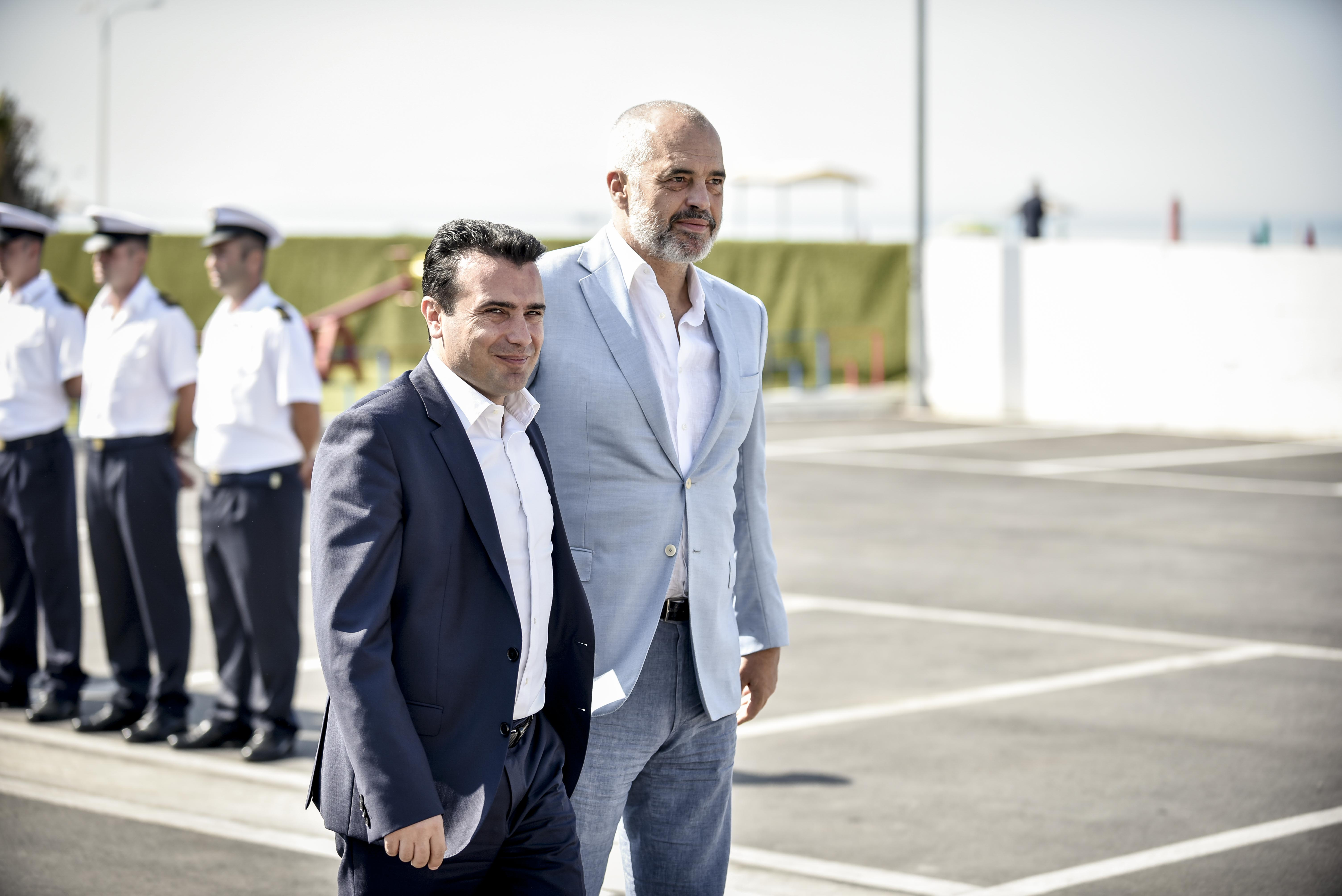
Zoran Zaev y Edi Rama asisten a una cumbre en Durrës, Albania, 26 de agosto de 2017

En mayo de 1994 se celebró una cumbre entre el presidente Berisha y el presidente macedonio Kiro Gligorov sobre cooperación en infraestructura, cuestiones de las minorías y el fortalecimiento de las relaciones bilaterales. Los dirigentes macedonios valoraron positivamente la cumbre y hubo movimientos iniciales para mejorar las relaciones. Más tarde, algunas declaraciones de funcionarios macedonios indicaron que el país no emprendería cambios importantes hacia la minoría albanesa con el fin de mejorar las relaciones con Albania. En Macedonia, los funcionarios consideraban que Albania estaba en una posición débil, debido a las tensiones en sus relaciones con Grecia y Serbia. La admisión de Macedonia en las organizaciones europeas y la disminución de las tensiones en la disputa por el nombre con Grecia le dieron un incentivo mínimo para buscar relaciones más estrechas con Albania.
En febrero de 1995 se intentó abrir una universidad para albaneses en Macedonia, pero la policía detuvo el intento. Albania declaró oficialmente que la situación universitaria podría inclinarla a "reconsiderar" su política respecto a su vecino. Las fuerzas políticas internas presionaron al gobierno albanés para que reaccionara enérgicamente, pero, aunque estaban descontentos con los acontecimientos, su respuesta fue moderada. Hacia finales de 1996, cuestiones políticas internas impidieron que Albania y Macedonia intentaran desarrollar aún más sus relaciones bilaterales.
Tras el terremoto que azotó Albania, ocurrido el 26 de noviembre de 2019, Macedonia del Norte envió 100.000 euros en ayuda financiera, sí como drones con cámaras térmicas para buscar supervivientes bajo los escombros. También se enviaron equipos de rescate, así como equipos mecánicos para limpiar los escombros.
En diciembre de 2023, en el Museo Nacional de Historia, ubicado en Tirana, funcionarios albaneses devolvieron a Macedonia del Norte 20 íconos culturales robados hacía unos 10 años, lo que representa años de cooperación internacional contra el tráfico de objetos de arte.